# フェムドム

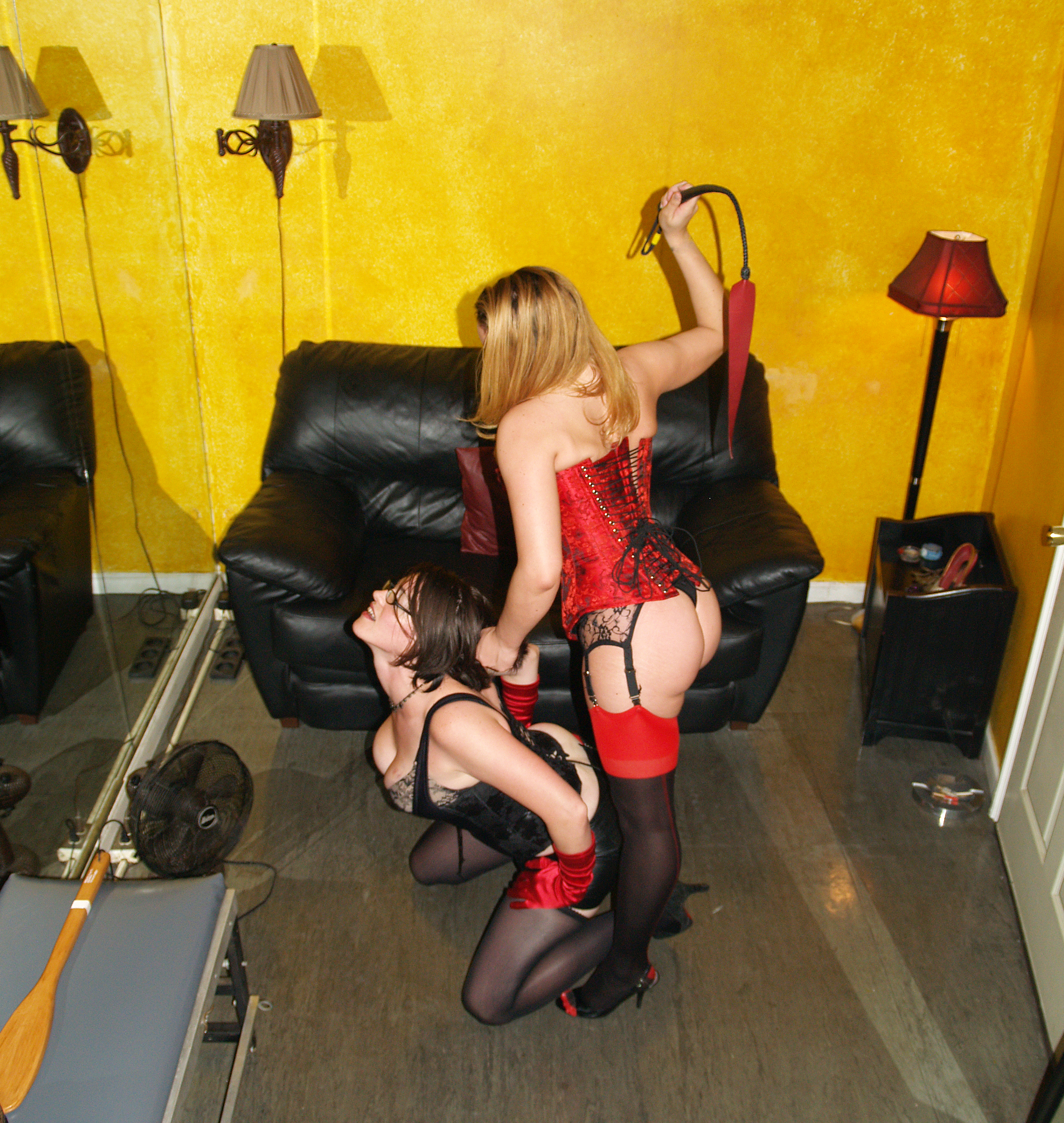
フェムドム

フェムドム (Femdom) はフィメール ドミナンス (Female dominance) の略で、BDSMを中心とする性的な文脈において、プレイにおいて女性が支配的な役割を果たすことを意味する言葉。英語圏では dominatrix（ドミナトリクス）, Domme （ドンム）とも呼ばれる。

## 概説
フェムドムは、女性が支配的な役割をとって、服従的なパートナーに、肉体的苦痛や屈辱、あるいは心理的圧迫を与えるプレイの一種である。
支配側の女性は「ミストレス（Mistress：女主人）」あるいは「ドミナ（Domina：支配するというDominationの略）」と呼ばれる。服従側のパートナーは男性でも女性でもよく「サブミッシブ (Submissive: 従順な者）と呼ばれ、とくに女性の場合にはfemfemと呼ばれることもある。
男性は強くリーダーシップを発揮し、女性は優しく男性を支えるという、かつて伝統的であった性役割とは異なり、片方の女性が主導権を握り、男性または女性パートナーが従属的な役割を果たすという「役割の逆転」がプレイヤーに興奮を与える。
支配する女性側への心理作用としては、エンパワーメントと自己肯定感の向上、ストレスや社会的・家庭的プレッシャーからの解放、普段は抑えている攻撃性や支配欲の安全な表現、自分の中に秘められた新たな側面の発見などが挙げられる。
従属するパートナー側への心理作用としては、普段の社会における責任からの解放と安心感、他人を信頼し自己に関する意思決定を委ねることの快感、普段抑圧されている願望の解放、自分の従属的な側面を受け入れることによる自己受容と自己認識の深化が挙げられる。
これらに加え、役割の逆転による非日常的な状況が双方に強い興奮や刺激を与えたり、不自然な関係を共に構築するという目的の共有により承認的欲求を満たし合うという側面もある。
プレイにおいては、鞭打ち、スパンキング、緊縛、逆レイププレイ、ミストレスへのクンニリングスによる奉仕、顔面騎乗、ポゼッションプレイ、口への排尿、男性用貞操帯による射精管理などのプレイから、ヒューマン・アニマル・ロールプレイなどの地位を誇示しやすいプレイが好まれる。また支配的な女性はペニスバンドと呼ばれる張形つきの下着を身に付け服従的なパートナーとアナルセックス行為に及ぶこともしばしばである。または、支配と服従の精神的な結びつきを重視し、SM的なプレイは全く伴わないで、一方的な服従と奉仕を中心におく関係も、フェムドムのひとつの形態とされる。

## 主なフェムドムを描く人物
日本ではSM雑誌の挿絵画家として活躍した春川ナミオが好んで描いた。春川の描く女性はルノアールの描く女性のように豊満でグラマラスである。そして男性はたいがいがやせ細っていて体格的にも負けている。そうした女性が男性を文字通り尻に敷き、押しつぶすというテーマを春川は好んで描いている。

## 対義語
一般的にフェムドムの対義語はメイルドム(Maledom)である。これは男性が支配的役割を果たすことを指すが、もともとそれが多数派であり、フェムドム以外にはそれしかありえないのであまり使われているとは言えない。海外のBDSMサイトでは性転換したパートナーとのBDSMプレイも掲載しているサイトがあるので、そういうサイトで時折使われるにとどまっている。